# Айєт
Айє́т (до 1966 року — Вікторівка, до 2018 року — Тарановське; каз. Әйет) — село в Казахстані, адміністративний центр району Беїмбета Майліна Костанайської області, Айєтського сільського округу.
Населення — 4096 (2021; 3952 у 2009, 4480 у 1999, 5041 у 1989).